# Richard Münch
Richard Münch (nacido el 13 de mayo de 1945 en  Niefern cerca de Pforzheim, Alemania) es un  sociólogo alemán y, a partir de 2013, profesor emérito en la Universidad de Bamberg. Su campo principal es la Teoría sociológica, en particular el trabajo de Talcott Parsons. En la década de 1980, jugó un papel decisivo en la popularización de Parsons en Alemania y defendió su  funcionalista "gran teoría"  de la acción contra enfoques en competencia, tales como la  elección racional y la Teoría de sistemas de Niklas Luhmann, que había ido ganando terreno desde la década de 1970.
A finales de la década de 1980, Münch pasó varios meses cada año como profesor invitado en la Universidad de California en Los Ángeles; sus cursos allí formaron la base de un libro de texto en inglés de tres volúmenes sobre teoría sociológica.
En las décadas de 1990 y 2000, el trabajo de Münch se diversificó y se centró más en estudios empíricos sobre  cultural,  política y temas económicos que van desde el impacto de la comunicación de masas a la globalización y la integración europea. Más recientemente, su atención se ha centrado en los desarrollos y reformas actuales en el sistema alemán de educación superior, del que es un crítico público.

## Obras seleccionadas en inglés
- The Micro-Macro Link. Berkeley, CA: University of California Press, 1987 (edited with Jeffrey C. Alexander, Bernhard Giesen, and Neil J. Smelser)
- Theory of Action. Towards a New Synthesis Going Beyond Parsons. London: Routledge & Kegan Paul, 1987
- Understanding Modernity. Towards a New Perspective Going Beyond Durkheim and Weber. London: Routledge & Kegan Paul, 1988
- Theory of Culture. Berkeley, CA: University of California Press, 1992 (edited with Neil J. Smelser)
- Sociological Theory I. From the 1850s to the 1920s. Chicago: Nelson Hall, 1994
- Sociological Theory II. From the 1920s to the 1960s. Chicago: Nelson Hall, 1994
- Sociological Theory III. Development Since the 1960s. Chicago: Nelson Hall, 1994
- Democracy at Work. A Comparative Sociology of Environmental Regulation in the United Kingdom, France, Germany, and the United States. Westport, Conn.: Praeger Publishers (Greenwood Press), 2001 (with Christian Lahusen, Markus Kurth, Cornelia Borgards, Carsten Stark and Claudia Jauß)
- The Ethics of Modernity. Formation and Transformation in Britain, France, Germany and the United States. Lanham, MD: Rowman & Littlefield, 2001
- Nation and Citizenship in the Global Age. From National to Transnational Civil Ties. Houndsmills, Basingstoke, London: Palgrave (MacMillan), 2001
- European Governmentality. The Liberal Drift of Multilevel Governance. London: Routledge, 2010
- Inclusion and Exclusion in the Liberal Competition State: The Cult of the Individual. London: Routledge 2012